# Divizia Națională 2017
De Divizia Naţionalǎ 2017 is het 27e seizoen van de hoogste Moldavische voetbalcompetitie. Sheriff Tiraspol trad aan als regerend landskampioen. Het seizoen begon in juli 2017 en eindigt in december 2017. Het is een overgangscompetitie omdat er van een voorjaar-najaarscompetitie naar een kalenderjaarcompetitie overgegaan wordt.

## Teams
| Club             | Stad           | Stadion              | Capaciteit |
| ---------------- | -------------- | -------------------- | ---------- |
| Dacia            | Chisinau       | Moldova (Speia)      | 8.550      |
| Dinamo-Auto      | Tiraspol       | Dinamo-Auto          | 1.300      |
| Milsami          | Orhei          | CSR Orhei            | 2.539      |
| Petrocub         | Sărata-Galbenă | Municipal (Hîncești) | 1.500      |
| Sfintul Gheorghe | Suruceni       | Municipal (Suruceni) | 1.500      |
| Sheriff          | Tiraspol       | Sheriffstadion       | 12.476     |
| Speranta         | Nisporeni      | Municipal (Hîncești) | 1.500      |
| Spicul           | Chișcăreni     | CSR Orhei            | 2.539      |
| Zaria            | Bălți          | Municipal (Bălți)    | 5.953      |
| Zimbru           | Chisinau       | Zimbrustadion        | 10.400     |

## Stand
| Pos | Team                      | Wed | W  | G | V  | Ptn | DV | DT | +/− | Kwalificatie of degradatie                     |
| --- | ------------------------- | --- | -- | - | -- | --- | -- | -- | --- | ---------------------------------------------- |
| 1   | Sheriff Tiraspol (K)      | 18  | 14 | 3 | 1  | 45  | 50 | 14 | +36 | Tweede voorronde UEFA Champions League 2018/19 |
| 2   | Milsami Orhei             | 18  | 13 | 1 | 4  | 40  | 26 | 12 | +14 | Eerste voorronde UEFA Europa League 2018/19    |
| 3   | Petrocub-Hîncești         | 18  | 7  | 5 | 6  | 26  | 25 | 16 | +9  | Eerste voorronde UEFA Europa League 2018/19    |
| 4   | Dacia Chișinău            | 18  | 7  | 5 | 6  | 26  | 23 | 26 | −3  |                                                |
| 5   | Zaria Bălți               | 18  | 7  | 3 | 8  | 24  | 28 | 20 | +8  |                                                |
| 6   | Speranța Nisporeni        | 18  | 5  | 6 | 7  | 21  | 18 | 21 | −3  |                                                |
| 7   | Sfântul Gheorghe Suruceni | 18  | 5  | 5 | 8  | 20  | 15 | 27 | −12 |                                                |
| 8   | Zimbru Chișinău           | 18  | 5  | 4 | 9  | 19  | 17 | 21 | −4  |                                                |
| 9   | Dinamo-Auto Tiraspol      | 18  | 4  | 3 | 11 | 15  | 14 | 38 | −24 |                                                |
| 10  | Spicul Chișcăreni (R)     | 18  | 3  | 5 | 10 | 14  | 14 | 35 | −21 | Degradatie naar Divizia A                      |

Nationale competities:
Albanië · Andorra · Armenië · België · Bosnië en Herzegovina · Bulgarije · Cyprus · Denemarken · Duitsland · Engeland · Estland ('17 '18) · Faeröer ('17 '18) · Finland ('17 '18) · Frankrijk · Gibraltar · Griekenland · Hongarije · IJsland ('17 '18) · Ierland ('17 '18) · Israël · Italië · Kazachstan ('17 '18) · Kroatië · Letland ('17 '18) · Litouwen ('17 '18) · Luxemburg · Macedonië · Malta · Moldavië ('17 '18) · Montenegro · Nederland · Noord-Ierland · Noorwegen ('17 '18) · Oekraïne · Oostenrijk · Polen · Portugal · Roemenië · Rusland · San Marino · Schotland · Servië · Slovenië · Slowakije · Spanje · Tsjechië · Turkije · Wales · Zweden ('17 '18) · Zwitserland
Europese competities: Super Cup 2017 · Champions League · Europa League